# Probe 16
Der Probe 16 war eine Kleinstserie des britischen Sportwagenherstellers Adams Probe Motor Co. Es wurden nur drei Fahrzeuge gebaut, die noch heute existieren. Der Probe 16 erreichte einen gewissen Bekanntheitsgrad durch seine Verwendung in Stanley Kubricks Kultfilm „Clockwork Orange“ (Uhrwerk Orange) von 1971. Kubrick verwendete den Wagen wegen seines damals extrem futuristischen Designs. Der im Film eingesetzte Probe 16 (AB/4) wurde als „Durango 95“ bezeichnet.
Zu gewissem Ruhm gelangte der Probe 16 auch durch so manchen prominenten Besitzer, etwa Jack Bruce, den Bassisten der Supergroup Cream, oder Laurence Laing, den Schlagzeuger von Mountain.
Spezifikationen:

| Design                 | Dennis Adams |
| Technische Entwicklung | Peter Adams |
| Stückzahl              | drei (3): AB/2, AB/3 und AB/4                                                                                                   |
| Baujahr                | 1969 |
| Chassis                | vom Austin 1800 |
| Motor                  | 1800 cm² Vierzylinder-Reihenmotor (Otto, OHV von Austin (BLMC 1800cc Mk2), erweitert auf 1900 cm²) quer liegend als Mittelmotor |
| Vergaser               | Weber 45 |
| Renntuning             | Janspeed Engineering, U.K |
| Karosserie             | GFK |
| Bodenfreiheit          | 10 cm |
| Höhe                   | 860 mm |
| Neupreis               | 3650,- Britische Pfund, ca. 60.854 € (inflationsbereinigt Stand 2015)                                                           |